# Rudi Hornecker
Rudolf Theodor (Rudi) Hornecker (Karlsruhe, 27 december 1901 - Voorburg, 20 juli 1961) was een Duitse cineast die in Nederland actief was. Hij werd bekend met de documentaire Honger die hij filmde tijdens de hongerwinter. Ook maakte hij de driedelige documentaire Moderne architectuur in Nederland waarmee hij een gouden medaille won op de triënnale van Milaan in 1954. Naast documentaires maakte Hornecker ook enkele bedrijfsfilms. Hij wordt gezien als een van de belangrijkste cineasten van de Hollandse School.

## Levensloop
Hornecker werd 27 december 1901 geboren in Karlsruhe. Als kind speelde hij met stukjes filmcelluloid die door bioscopen waren afgedankt. Op veertienjarige leeftijd kreeg hij een speelgoedprojector. In 1926 verhuisde hij van Berlijn naar Amsterdam. Hij startte zijn carrière als kunstschilder en was werkzaam als reclameschilder voor De Bijenkorf. In 1930 kocht Hornecker zijn eerste filmcamera. Met zijn amateurfilms won Hornecker internationale prijzen op festivals voor amateurfilms, waaronder de eerste prijs op een internationaal smalfilmconcours in Zwitserland. In de films waren vaak zijn vrouw en dochter te zien. Eind jaren '30 deed Hornecker een aanvraag voor de Nederlandse nationaliteit, maar deze aanvraag werd niet gehonoreerd.
In 1940 werd hij professioneel cineast. Voor De Bijenkorf maakte hij enkele reclamefilms. Zo maakte hij in 1941 de film Achter de schermen van een warenhuis. Hij werkte daarnaast voor Universum Film AG en werkte enige tijd in Parijs voor Continental Film onder leiding van Alfred Greven. In 1942 keerde hij terug naar Nederland en kreeg een baan bij de nationaalsocialistisch gezinde filmmaatschappij Nederland. Halverwege de oorlog werd Hornecker opgeroepen voor dienstplicht in het Duitse leger. Als cameraman voor de filmafdeling van Organisation Todt filmde hij Nederlandse verdedigingswerken aan de kust van Den Haag. De filmafdeling van Organisation Todt werd geleid door Arnold Fanck die Leni Riefenstahl had opgeleid.
Tijdens de Hongerwinter filmde hij in Den Haag de documentaire Honger. Over het filmproces zei hij: "Vreselijke dingen heb ik gezien en opgenomen. De mens, op het primitieve niveau van het dier. Honger, ellende zonder einde. Onder mijn jas hou ik onopvallend mijn kleine filmcamera vast. Af en toe blijf ik staan, als er een bijzonder tafereel te zien is." Filmcriticus J.A Frenkel noemde de film een van de "hoogtepunten van de Nederlandse documentaireschool". De beelden van deze documentaire gingen na de oorlog de hele wereld over. Ondanks zijn rol in het Duitse leger werd hij na de oorlog vrijgesproken van oorlogsmisdaden.
Na de oorlog was Hornecker betrokken bij enkele andere films, zowel als regisseur als acteur. In Samen op weg (1946) over het Nederlandse verzet was hij te zien als acteur. In 1949 deed hij met de film Napoleon contra Venus mee aan het Holland Festival. In opdracht van de Nederlandse overheid maakte Hornecker in 1950 de documentaire Land uit zee over de Zuiderzeewerken. In 1954 kreeg hij opnieuw een opdracht van de Nederlandse overheid, dit maal voor het maken van de driedelige documentaire Moderne architectuur in Nederland. Hiervoor won hij een gouden medaille op de triënnale van Milaan in 1954. Zijn film Op de spitzen over Het Nationale Ballet was te zien op het filmfestival van Cannes in 1955.
In de laatste jaren van zijn leven maakte Hornecker diverse toeristische films over Duitsland. Hornecker overleed in Voorburg op 20 juli 1961.

## Filmografie
- Honger (1945)
- Thuiskomst
- Danskunst in Indonesië
- Het geld van de boer
- Beurtvaart
- Inke
- Napoleon contra Venus (1949)
- Land uit zee (1950)
- Een mens was te veel (1952)
- Ouverture Den Haag (1953)
- Moderne architectuur in Nederland (1954)
- Op de spitzen (1955)

- Gemeinsame Normdatei: 1062090136
- Virtual International Authority File: 311686093